# Cloître des Morts

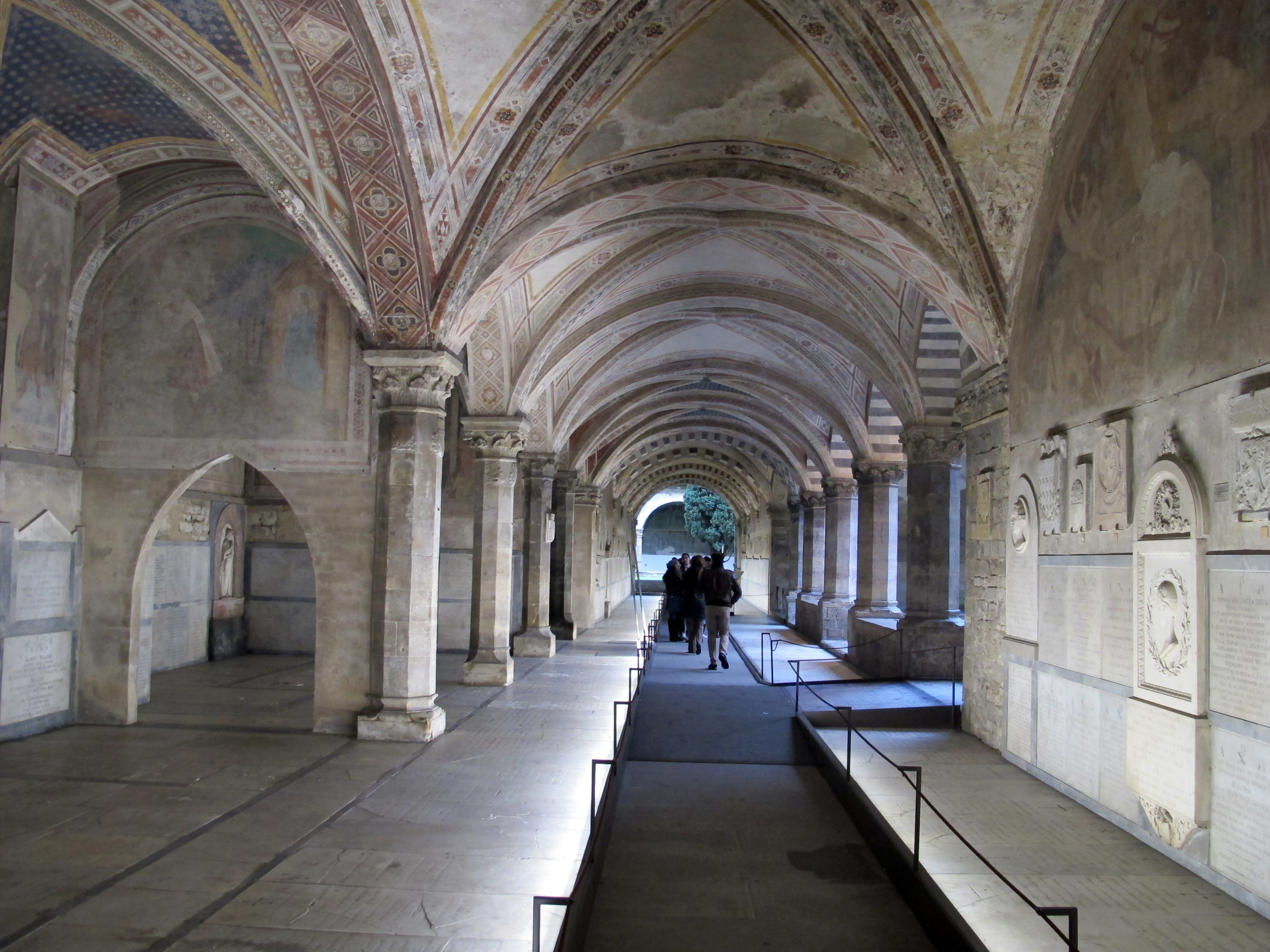
Le Cloître des morts, côté nord.

Le Cloître des Morts fait partie du complexe du couvent de la basilique Santa Maria Novella, qui appartenait à l'Ordre des Prêcheurs (dominicains) de Florence, en Italie. C'est le plus ancien des cloîtres du complexe, ainsi que l'une des parties de la structure originale du couvent.

## Histoire
Le cloître doit son nom au fait qu'il s'agissait d'un cimetière, une fonction qu'il a tenue pendant des siècles. Appelé aussi « cimetière inférieur » ou « souterrain », par opposition à la zone du cimetière du côté nord, cette dénomination montre aussi que le cloître se trouvait en dessous du niveau de l'église. Selon la tradition, le noyau le plus ancien du couvent était organisé ici. On ne sait rien du cloître au XIIIe siècle, dont des documents et quelques blasons de la fin du siècle témoignent l'existence.
Selon les sources du XVIIIe siècle, alors que la basilique gothique était encore en construction, les offices devaient souvent se dérouler dans cet espace, ce qui expliquerait la présence précoce de tombes, de chapelles et d'autels  temporaires.
L'aspect actuel du cloître remonte à 1337-1350, après les travaux dirigés par Fra' Jacopo Talenti pour réparer les dégâts de l'inondation de 1333. Au cours de ces années, les premières décorations de fresques sont réalisées, sur lesquelles travaillent d'importants peintres florentins comme Andrea Orcagna et Nardo di Cione, commandées par les familles importantes qui détiennent le patronage des chapelles.
Le cloître est partiellement démoli au milieu du XIXe siècle pour faire place à la gare de Florence-Santa-Maria-Novella. En 1868, le couvent est supprimé et sa propriété est achetée par la municipalité, tandis que la basilique entre dans l'ancienne propriété ecclésiastique du Ministère de l'Intérieur (Italie) (FEC). Cette distinction, toujours formellement existante, conduit à une destination différente des salles, culminant lorsqu'un billet d'entrée (d'État) est établi pour la basilique, tandis qu'avec un autre billet (municipal), il est possible de visiter les cloîtres, le tout avec des horaires et des organisations complètement différents.
Cette situation n'est corrigée qu'en 2012 lorsque, grâce à l'intérêt personnel du maire Matteo Renzi, les barrières bureaucratiques sont surmontées et un itinéraire unitaire est rendu au complexe, qui peut être visité avec un seul billet.
Les fresques du Cloître des Morts sont pour la plupart dans un état de décrépitude important, pour la plupart à peine lisibles. Elles ont été détachés au milieu du XXe siècle, mais les inondations de Florence de 1966 les ont endommagées de manière irréversible. Le cloître est resté fermé pendant des décennies jusqu'à ce qu'en 2012, la consolidation du décor des voûtes permette de le rouvrir. Depuis, le cloître constitue la première salle du nouveau parcours du musée de Santa Maria Novella, accessible depuis l'entrée de la Piazza Stazione, où se trouve également le bureau d'information de la municipalité de Florence.

## Description
Sur deux côtés, le cloître comporte des arcs avec des voûtes croisées abaissées sur des piliers octogonaux (typiquement du XIVe siècle) avec une galerie en surplomb, soutenue par des corbeaux très saillants, qui part de l'ancien dortoir des frères (aujourd'hui siège de la bibliothèque historique dominicaine Jacopo Passavanti) pour rejoindre la sacristie de la basilique.
Sur le côté ouest, une petite chapelle est décorée d'un Noli me tangere en terracotta invetriata de Giovanni della Robbia, tandis que la statue en pierre de Girolamo Ticciati, le Bienheureux Giovanni da Salerno, autrefois dans le Grand Cloître, est maintenant installé à la sortie du musée de Santa Maria Novella.
Le côté est est divisé par des murs qui créent de profondes chapelles :
- La chapelle Saint-Antoine, avec la Crucifixion et les Histoires de saint Antoine, fresques très abîmées faisant référence à un peintre florentin anonyme (vers 1349).
- La chapelle Sainte-Anne, avec Histoires de sainte Anne et Marie, fresques attribuées à Nardo di Cione, peut-être avec l'aide de l'atelier (1345-1355).
- La chapelle Saint-Paul, avec la Crucifixion et Saint Dominique, fresques très abîmées de l'école d'Andrea Orcagna.

Tous les murs sont parsemés d'armoiries funéraires (dont beaucoup datent du XIVe siècle, présentant souvent des formes héraldiques très anciennes de célèbres blasons florentins) et, pour la plupart, en dessous, des pierres tombales sont alignées, surtout du XIXe siècle.
Dans un coin du cloître, aujourd'hui protégé par un vitrail, se trouve la chapelle de l'Annonciation, anciennement la chapelle funéraire de la famille Strozzi avec deux murs décorés de fresques avec la Nativité et la Crucifixion, fresques attribuées à Andrea Orcagna ; un troisième mur présentait l'Annonciation, mais fut démoli au début du XXe siècle.
Dans la lunette d'une porte fortifiée, sous le portique, se trouve une fresque avec Saint Thomas d'Aquin, qui signalait autrefois l'accès à la chapelle du même nom. L'œuvre, qui appartient à un modeste peintre florentin de la fin du XIVe siècle, a été attribuée par erreur au mystérieux disciple de Giotto di Bondone, Stefano Fiorentino, qui travaillait à l'intérieur de la basilique dans le troisième autel de la nef droite.